# Fjällstrupig eremit
Fjällstrupig eremit (Phaethornis eurynome) är en fågel i familjen kolibrier.

## Utseende
Fjällstrupig eremit är den enda stora eremitkolobrin i sitt utbredningsområde med svarta fjädrar på strupen som ger den ett fjälligt utseende, därav namnet. Näbben är något nedåtböjd, ryggen olivgrön och stjärten lång och vitspetsad. På huvudet syns en kontrastrik ansiktsmask. Den liknar sotstrupig eremit, men är större med längre stjärt.

## Utbredning och systematik
Fjällstrupig eremit förekommer i Sydamerika. Den delas in i två underarter med följande utbredning:
- Phaethornis eurynome eurynome – förekommer i sydöstra Brasilien (från Bahia till Rio Grande do Sul)
- Phaethornis eurynome paraguayensis – förekommer i östra Paraguay och nordöstra Argentina (Misiones)

## Levnadssätt
Fjällstrupig eremit hittas i fuktiga och bergsbelägna skogar. Där ses den i undervegetationen.

## Status och hot
Arten har ett stort utbredningsområde, men tros minska i antal, dock inte tillräckligt kraftigt för att den ska betraktas som hotad. Internationella naturvårdsunionen IUCN listar arten som livskraftig (LC).